# Nacionalni park Tara
Nacionalni park Tara obuhvaća površinu od 22.000 hektara na najvišem dijelu planine Tare, u području općina Bajina Bašta i Užice u zapadnoj Srbiji (Zlatiborski upravni okrug).
Nacionalni park Tara je planinsko područje u oštroj krivulji rijeke Drine na središnjem dijelu njezina toka. U morfološkom značenju, područje nacionalnog parka obuhvaća skupinu planinskih vrhova (najviših uzvišenja od oko 1600 m) i oštar reljef ispresijecan dubokim riječnim klancima. Među njima najistaknutiji je kanjon rijeke Drine, koja ograničava park sa sjeverne i sjeverozapadne strane.
Na podlozi od vapnenca rijeke kao što su Bijeli Rzav, Rača, Derventa su napravile duboke klisure i klance. Pored toga se javljaju vrtače, špilje i uvale. Na taj način su stvorena pribježišta u kojima se sve do danas očuvao bogat biljni i životinjski svijet. Velika heterogenost reljefa, raznovrsnost geološke podloge, vlažnija klima i topla vapnenačka staništa, uvjetovali su stvaranje brojnih šumskih ekosustava veoma složenog sastava s velikim brojem reliktnih i endemskih vrsta koje predstavljaju prave prirodne vrijednosti i rijetkosti.
Najinteresantniji endemoreliktni predstavnik nacionalnog parka Tara je Pančićeva omorika koja je na ovoj lokaciji sve od tercijara, koju je inače pronašao i opisao Josip Pančić. Na Tari su prisutni jela, smrča, bor, ali i listopadne biljke kao što su jasika, javor, breza, bukva. Na Tari je također registrirano 53 vrste sisavaca i 153 vrste ptica. Pod posebnom zaštitom su medvjed, divokoza i srna.
Unutar Nacionalnog parka Tara, u mjestu Perućac uz rijeku Drinu, nalazi se i nekropola stećaka Mramorje. Unutar parka se nalazi i rezervat prirode Crveni potok u kojemu je najveća znamenitost tzv. „Tepih livada”, dolina u kojoj je došlo do nagomilavanja organskog materijala i slivnih voda što je dovelo do tresetišta koje se ugiba pod ljudskim stopama poput tepiha.
Dana 18. ožujka 2002. godine Republika Srbija je nominirala Nacionalni park Taru za upis na UNESCO-ov popis mjesta svjetske baštine u Europi.
U kolovozu 2012. godine NP Taru je zahvatio veliki požar koji je potrajao devetnaest dana nakon čega je ostala šteta koja se neće moći nadomjestiti desetljećima.

## Poveznice
- Tara (rijeka u Crnoj Gori i Bosni i Hercegovini)

## Vanjske poveznice
- Službene NP Tara (srp.) (engl.)
- Fotografije NP Tara